# Charlotte Tilbury Beauty
Charlotte Tilbury Beauty Ltd is een cosmeticabedrijf geregistreerd in het Verenigd Koninkrijk. Het werd in 2012 opgericht door de Britse make-upartist Charlotte Tilbury, die ook voorzitter is. Het hoofdkantoor van het bedrijf is gevestigd in Surrey Street, Londen in het Verenigd Koninkrijk. Sinds 2012 is Lady Demetra Pinsent CEO van het bedrijf. In 2018 had Charlotte Tilbury Beauty Ltd een omzet van £ 100,9 miljoen.
Charlotte Tilbury-producten zijn verkrijgbaar in 76 landen en worden grotendeels verkocht in warenhuizen, parfumieën en webshops als Cult Beauty, Sephora, Bloomingdales en ASOS. Het merk is verkrijgbaar in eigen winkels en shop-in-the-shops in Canada, Frankrijk, Duitsland, Hong Kong, Ierland, Koeweit, Macau Sar, Nederland, Qatar, Spanje, de Verenigde Arabische Emiraten, het Verenigd Koninkrijk en de Verenigde Staten.

## Geschiedenis
Charlotte Tilbury richtte het bedrijf in september 2013 met een collectie van 200 producten. Charlotte Tilbury Beauty Ltd-producten zijn sinds 2014 verkrijgbaar in de Verenigde Staten
In 2019 beloofde Charlotte Tilbury Beauty Ltd £ 1 miljoen aan de organisatie Women for Women International, waarvan Tilbury zelf ambassadeur is.
In 2020 kocht Puig een meerderheidsbelang in het bedrijf. Bloomberg meldde dat de waarde van het bedrijf ten tijde van de overname werd gewaardeerd op £ 790 miljoen. Charlotte Tilbury behield zelf een minderheidsbelang.

### Auteursrechtszaak
In 2019 won Islestarr Holdings Limited, de toenmalige eigenaar van het merk Charlotte Tilbury, een rechtszaak tegen Aldi wegens inbreuk op het auteurstrecht. De supermarkt verkocht een soortgelijk product als Tilbury's 'Filmstar Bronze and Glow'-palet, dat in 2013 werd gelanceerd. De rechtszaak betrof inbreuk op het ontwerp van de verpakking met vuurwerk en het reliëf in het poederoppervlak.
Aldi lanceerde zijn product in juli 2018 met een vergelijkbaar verpakkingsontwerp en een vergelijkbaar reliëf in het poederoppervlak. Het Aldi 'Broadway Shape and Glow'-palet werd verkocht voor £ 6,99, terwijl het Charlotte Tilbury 'Filmstar Bronze and Glow'-palet voor £ 39 werd verkocht. Aldi verdiende tot het moment van de aanklacht zo'n  £ 140.000 met de verkoop ervan.
Aldi gaf toe op de hoogte te zijn geweest van de ontwerpen van Tilbury. Het Hooggerechtshof van Engeland en Wales sprak een kort geding uit in het voordeel van Islestarr Holdings Limited omdat de ontwerpen opmerkelijk veel op elkaar leken.

## Marketingstrategie
Charlotte Tilbury werkt met beroemdheden als Kate Bosworth, Salma Hayek, Sofia Vergara en Kate Moss . Moss is ook peetouder van Tilbury's kinderen.
Het werken met beroemdheden en vrienden vormt een groot deel van de marketingstrategie van Charlotte Tilbury Beauty. Deze beroemdheden verschijnen vaak op Tilbury's YouTube-kanaal en Instagram. Tilbury zet social media ingezet om haar bedrijf uit te breiden. Tijdens de Corona-pandemie ontwikkelde Tilbury een reeks livestreams onder de naam 'Charlotte's Beauty Happy Hour', met onder meer Miranda Kerr, Idris Elba, Sofia Vergara en Joan Collins. In de livestreams werden levenslessen en inspirerende ervaringen besproken. Tilbury heeft ook de tinten in de Hot Lips-lippenstiftlijn vernoemd naar beroemde klanten.
Tilbury brengt haar producten op de markt via etnisch dubbelzinnige uitingen om een breed scala aan consumenten aan te trekken.

## Onderscheidingen
In 2014 won Charlotte Tilbury Beauty Ltd een Walpole Award voor Emerging British Luxury Brand.
In 2019 wonnen twee producten van Charlotte Tilbury Beauty Ltd Vogue Beauty Awards.